# Laphria peristalsis
Laphria peristalsis är en tvåvingeart som först beskrevs av H. Oldroyd 1972.  Laphria peristalsis ingår i släktet Laphria och familjen rovflugor. Inga underarter finns listade i Catalogue of Life.